# Сеньора (телесериал)
Сеньора (исп. Señora) — мексиканская 160-серийная мелодрама с элементами драмы, криминала и триллера 1998 года совместных производителей телекомпаний TV Azteca и Coral.

## Сюжет
История повествует о Долорес, которая пережила за свою жизнь очень много унижений — изнасилование, рождение дочери с последующим её похищением, в связи с этим она стала презирать мужчин и жаждет всем отомстить. Минуло много лет, Исабель превратилась в красивую и привлекательную девушку. Сама Долорес, чтобы забыть своё прошлое сменила имя на Викторию Сантакрус и встретила мужчину своей мечты — Серхио. Конец телесериала оказывается трагическим — сеньора Виктория Сантакрус была убита у себя дома. Спустя год после убийства, родные и близкие вспоминают её...

## Создатели телесериала

### В ролях
- Хульета Эгуррола ...  Dolores / Victoria Santacruz "La Señora"
- Фернандо Чангеротти ... Sergio Blanca
- Aylín Mujica ... Isabel Fernández - Isabel Valencia Santacruz
- Эктор Бонилья ... Omar Cervantes
- Javier Gómez ... Eduardo Covarrubias
- Liliana Flores ... Ana
- Ximena Rubio ... Ariadna Cervantes
- José Luis Franco ... Kennedy
- María Cristina Michaus ... Leticia Chávez
- Joanydka Mariel - Esther
- Deborah Ríos ... Bárbara
- Omar Germenos ... Javier
- Милтон Кортес ... Edgar
- Alicia Bonet ... Susana
- Alicia Laguna ... Guillermina
- Ana Claudia Talancón ... Lorena
- Armando de Pascual ... Gonzalo Blanca
- Alejandra Lazcano ... Fabiola Blanca
- María Colla ... Deborah Bracamontes
- Адриана Парра ... Magdalena González
- Juan Gallardo ... Roberto
- Roberto Montiel ... Julio Valencia
- Vanessa Acosta ... Dolores (joven)
- Alejandra Simancas ... Fabiola (niña)
- Eva Prado ... Enedina
- Mónica Franco ... Bárbara

## Награды и премии
Благодаря огромной популярности, телесериал был номинирован на премию TVyNovelas, однако актёр Эктор Бонилья потерпел поражение в номинации лучший актёр второго плана. Также был номинирован 4 раза на премию ACE и все 4 раза он победил:
- Лучшей актрисой признана Айлин Мухика.
- Лучшим актёром второго плана признан Хосе Луис Франко.
- Лучшим режиссёром признан Серхио Катаньо.
- Хавьер Гомес получил награду за лучшее мужское откровение.

## Показ в РФ
На русский язык телесериал был дублирован в 1999 году и показан на телеканале ТНТ с 1999 по 2000 год. Благодаря высоким рейтингам по популярности, его решили повторить на том же канале в 2001 году.